# Charlotte (U-Boot)
Die USS Charlotte (SSN-766) ist ein Atom-U-Boot der United States Navy und gehört der Los-Angeles-Klasse an.

## Geschichte

### Bau
Der Auftrag, die Charlotte zu bauen, wurde am 6. Februar 1987 an die Newport News Shipbuilding vergeben, wo sie am 17. August 1990 auf Kiel gelegt wurde. Der Stapellauf erfolgte am 3. Oktober 1992, das Schiff wurde von Mrs. Mary McCormack nach der Stadt Charlotte in North Carolina getauft. Die Indienststellung bei der US-Marine erfolgte schließlich am 16. September 1994. Der erste Kommandant des Schiffes war Commander Michael Matthews.

### Einsätze

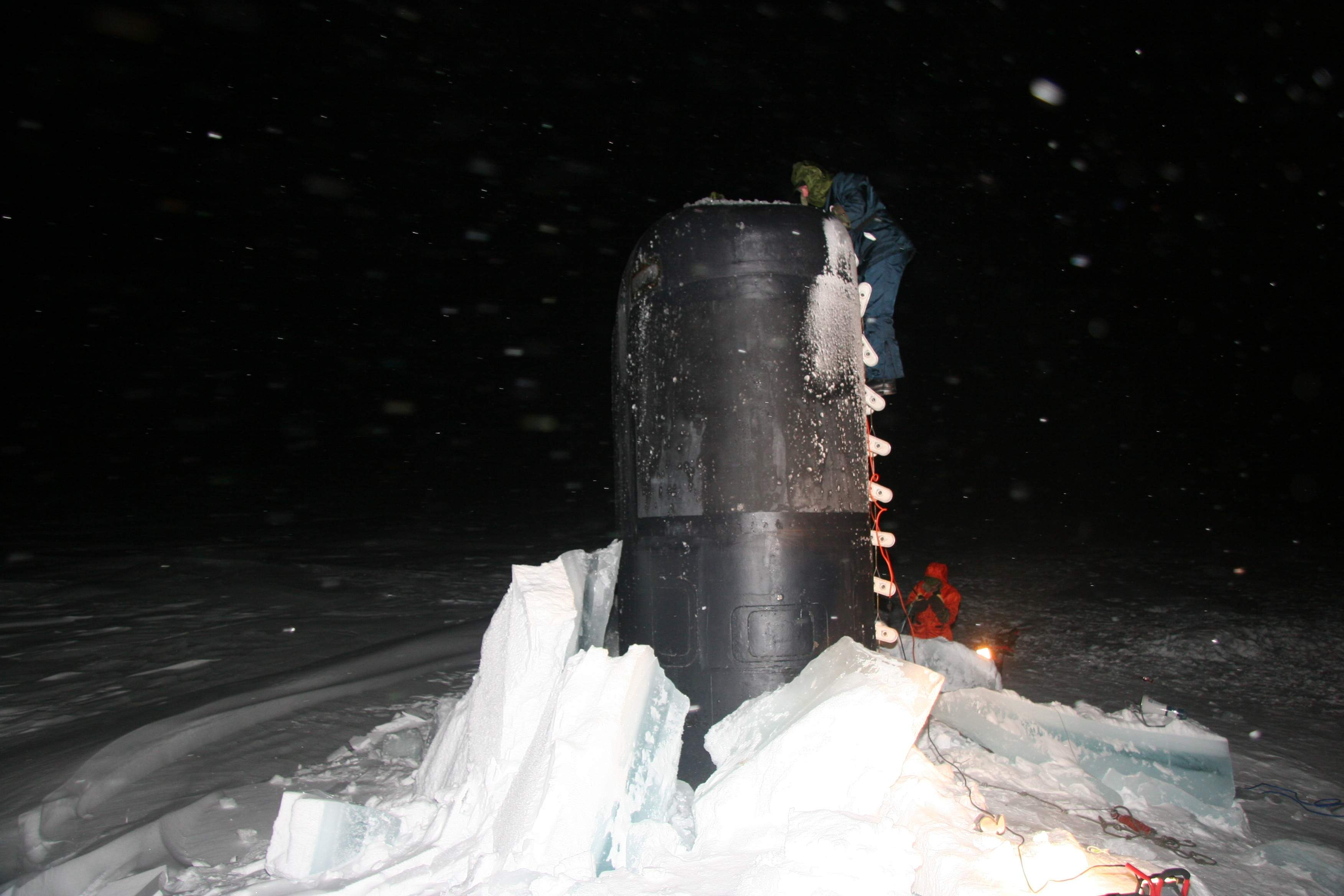
Die Charlotte am Nordpol

Der erste Einsatz führte die Charlotte 1997 für den Marinenachrichtendienst in den Westpazifik, später auch mit der Trägerkampfgruppe um die Independence zusammen in den persischen Golf. Ab Juni 2004 fuhr das U-Boot im Rahmen einer Kampfgruppe um die Belleau Wood
Ende 2005 brach die Charlotte zu einer Überholungsperiode in die Norfolk Naval Shipyard auf. Der Weg dorthin führte das U-Boot unter die arktische Eiskappe, wo es durch 155 cm dickes Eis auftauchte. Eis dieser Stärke konnte das Schiff nur durchbrechen, da es zum dritten Baulos der Klasse gehört, deren Tiefenruder im Gegensatz zu den früheren Booten an die Hülle verlegt wurden, und sich nicht mehr am Turm befinden. Dieser wurde im Gegensatz zu früheren Booten für ebendiesen Zweck verstärkt. Ende Oktober 2007 kehrte die Charlotte in ihren Heimathafen Pearl Harbor auf Hawaii zurück.
Ende 2010 wurde das U-Boot in den westlichen Pazifik verlegt.